# Shaanxi Y-8
Shaanxi Y-8 (运-8 Šen-si) neboli Yunshuji-8 (Jün-šu-ťi) je čtyřmotorový střední transportní letoun vyvinutý čínskou společností Shaanxi Aircraft Corporation (SAC) na základě typu Antonov An-12. Fakticky je jeho bezlicenční kopií. Y-8 představuje páteř čínského transportního letectva, přičemž vzniklo také velké množství jeho specializovaných variant. Nástupnický typ Šen-si Y-9 vznikl kompletním přepracováním Y-8.

## Vývoj

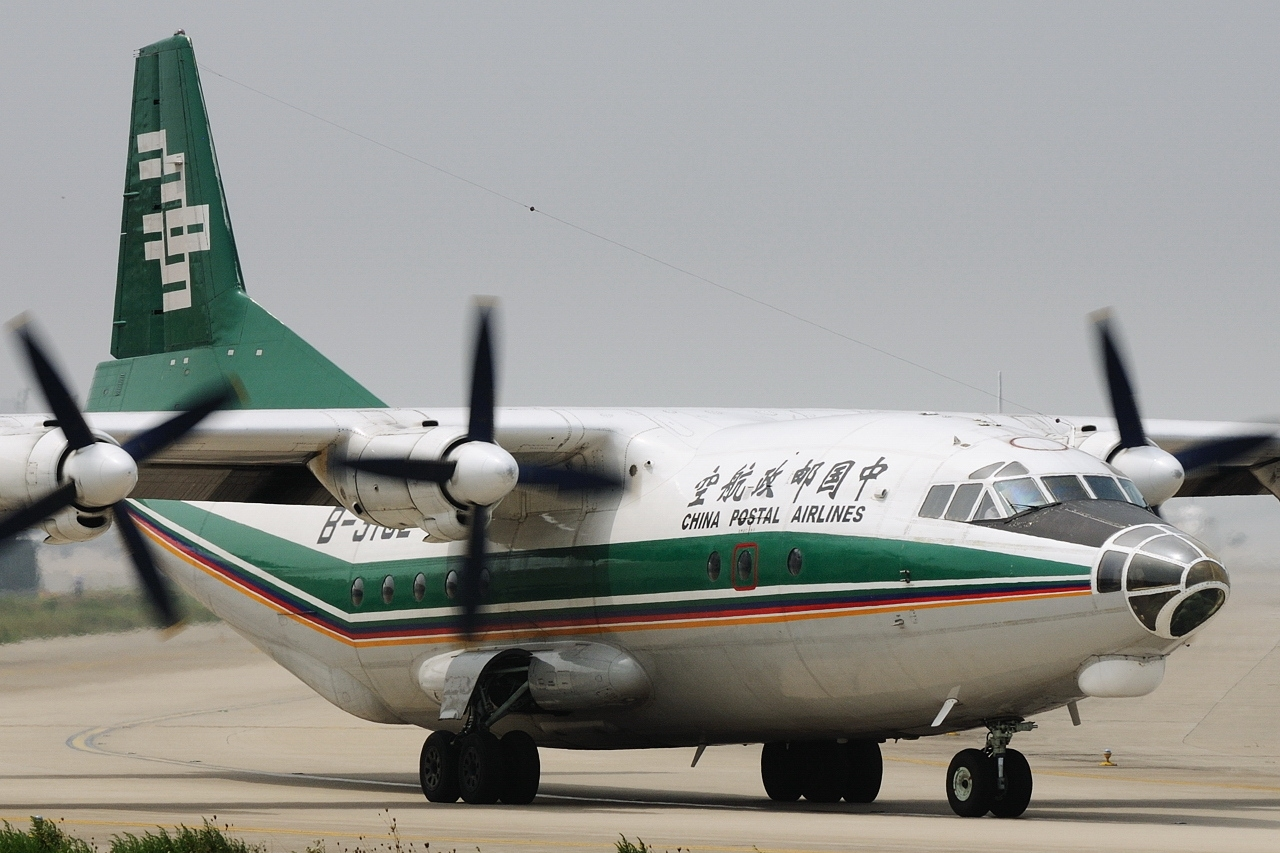
Civilní Šen-si Y-8F-100

V 60. letech 20. století ČLR zakoupila několik sovětských transportních letounů An-12, přičemž měla zájem o jejich licenční výrobu. Z té však sešlo kvůli zhoršení sovětsko-čínských vztahů, a proto čínská společnost SAC na základě dodaných An-12 reverzním inženýrstvím vyvinula vlastní podobný letoun Y-8. První prototyp Y-8 poprvé vzlétl 25. prosince 1974. Druhý prototyp vzlétl v prosinci 1975 a třetí v lednu 1977. Certifikaci typ získal v únoru 1980 a následujícího roku začala sériová výroba. Jednalo se o čtyřmotorový letoun poháněný turbopropy Ču-čou WJ-6 (bezlicenční kopie sovětských Al-20) s částečně přetlakovou kapinou a nosností 20 tun. Sériová výroba začala roku 1981 armádním modelem Y-8A a civilním Y-8B. Následovala celá řada různě modernizovaných civilních a vojenských variant. Později se navíc pro Y-8 podařilo získat některé západní technologie, umožňující vznik Y-8C s přetlakovou kabinou (asistence americké firmy Lockheed Martin), nebo výrazně modernizované řady Y-8F.

## Varianty (výběr)

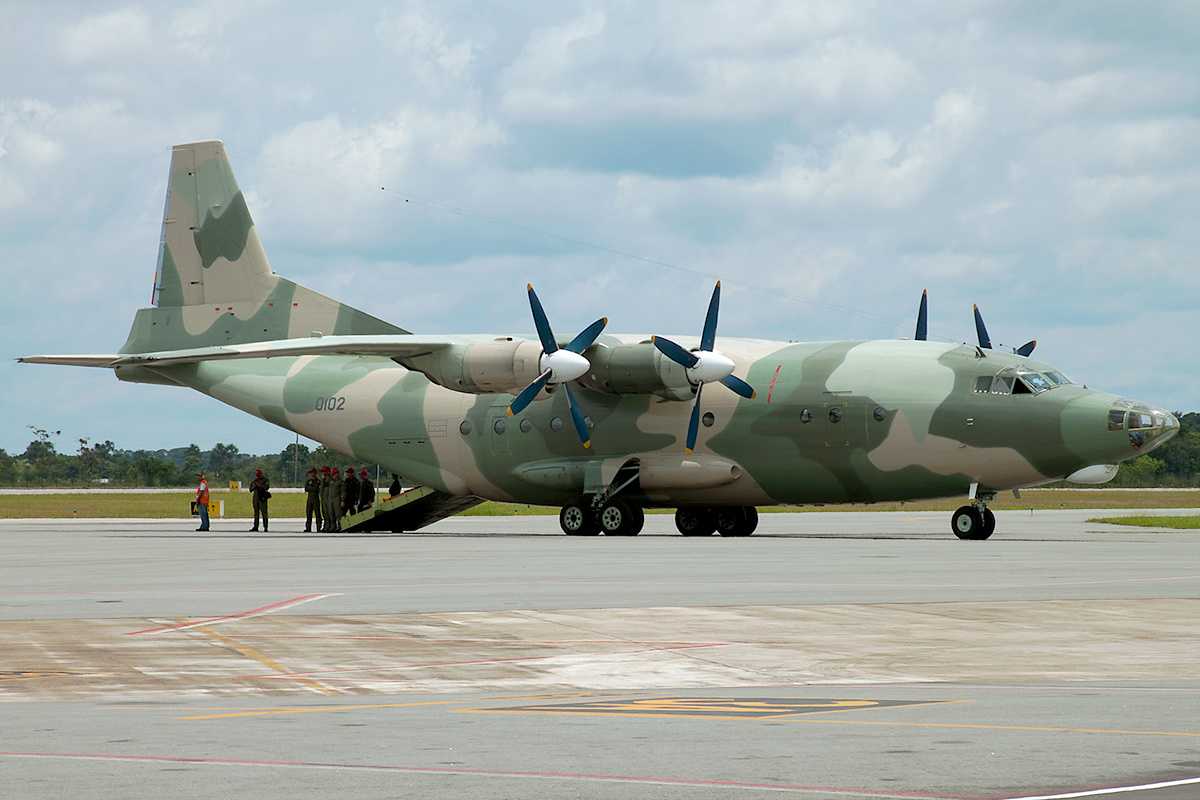
Šen-si Y-8F-200W venezuelského letectva

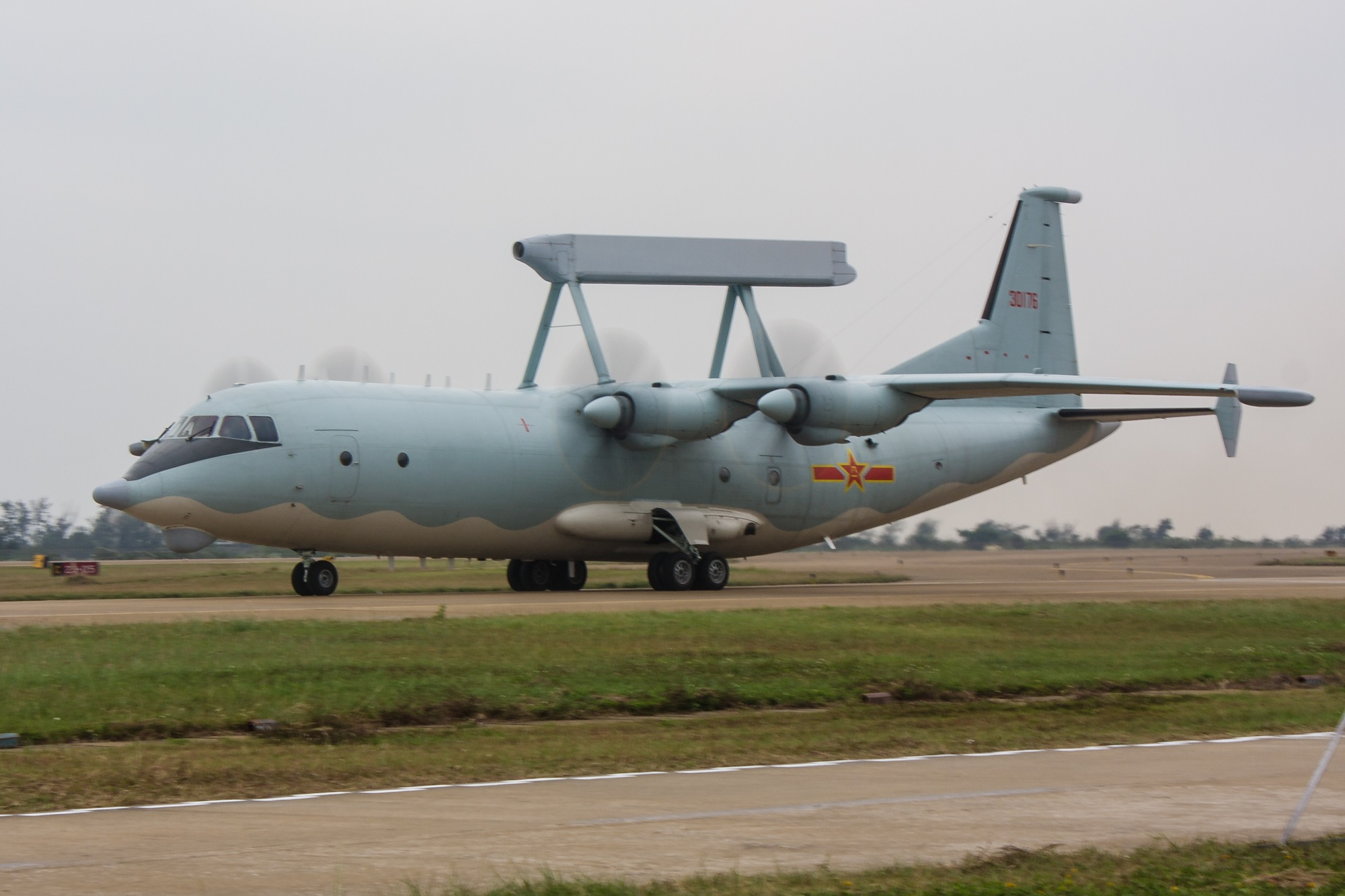
Šen-si KJ-200

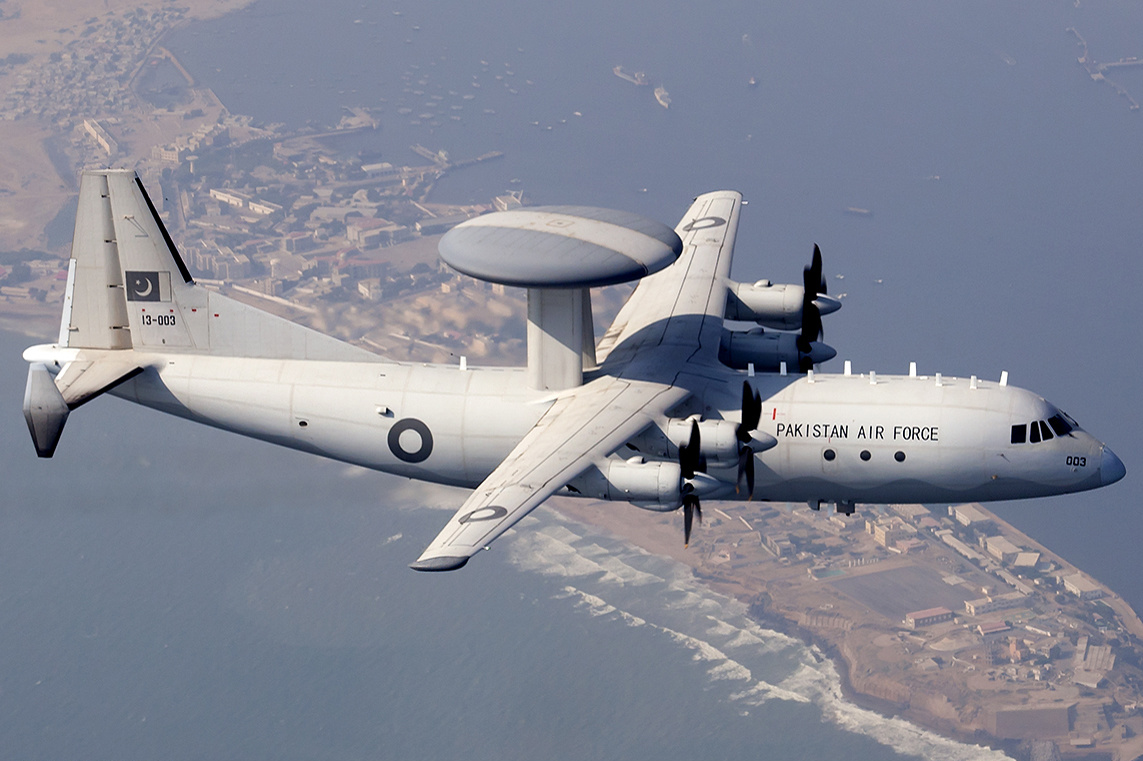
Šen-si ZDK-03 pákistánského letectva

- Y-8 – Základní vojenské provedení, které bylo téměř úplnou kopií An-12. Mírně odlišná byla prosklená příď. Ocasní střeliště se dvěma 23mm kanóny bylo později odstraněno.[3]
- Y-8A – Základní provedení pro letectvo a námořnictvo. Částečně přetlakovaná kabina, motory WJ-6, nosnost 20 tun.[1]
- Y-8B – Základní provedení pro civilní provozovatele.[1]
- Y-8C – Přepracovaná verze s plně přetlakovou kabinou.[1] Na vývoji se podílela společnost Lockheed Martin.[3]
- Y-8CA – Jeden stroj sloužící pro testování radiolokátorů vyvíjených pro nové bojové letouny (J-10, J-11B, JH-7, nebo J-20).[4]
- Y-8D – Exportní verze vybavená západní avionikou.[3]
- Y-8E – Jeden stroj sloužící k vypouštění bezpilotních průzkumných letounů WZ-5.[4] Zaveden roku 1990.[3]
- Y-8H – Jeden stroj s prosklenou přídi, sloužící nejspíše pro letecké mapování.[4]
- Y-8F – Civilní verze zavedená roku 1993.[3]
- Y-8F-100 – Vylepšena avionika a upravena nákladní kabina.[3]
- Y-8F-200 – Vylepšena avionika a upravena nákladní kabina.[3]
- Y-8F-400 – Díky vylepšené avionice stačila pouze tříčlenná posádka. Byl odstraněn skleněný nos pro navigátora. Modernizovaná přetlaková nákladní kabina.[3]
- Y-8F-600 – Nejmodernější civilní verze Y-8. Na jejím vývoji se podílely společnosti Antonov a Pratt & Whitney Canada. Na řadě tohoto typu vzniklo několik specializovaných vojenských letounů a nový vojenský transportní letoun Šen-si Y-9.[3]
- Y-8J (v kódu NATO Mask [maːsk]) – Letoun včasné výstrahy s radarem Racal Skymaster v přídi. Poprvé spatřen roku 2000. Čtyři stroje této verze vznikly přestavbou jednoho Y-8X a tří Y-8A.[5]
- Y-8X – Námořní hlídkový letoun zavedený roku 1984. Měl radar Litton AN/APS-504(V)3 v přídi, novou navigační soustavu a akustické bóje. Nebyl ozbrojen. Postaveny čtyři kusy. Později dva modernizovány na verzi Y-8XG a jeden byl přestavěn na prototyp verze Y-8J.[5]
- Y-8CB (alias GX-1, v kódu NATO Maid [meid]) – Letouny pro elektronický průzkum provozované letectvem ČLOA. První start 26. ledna 2000. Na základě Y-8A postaveny čtyři kusy.[5]
- Y-8JB (alias GX-2, v kódu NATO Mace [meis]) – Letouny pro elektronický průzkum provozované námořnictvem ČLOA. Postaveny čtyři kusy.[5]
- Y-8G (alias GX-3) – Letouny pro elektronický průzkum a rušení. První start pravděpodobně roku 2004. Postaveno osm kusů.[4]
- Y-8T (alias GX-4) – Vzdušné velitelské stanoviště. První start roku 2004. Dle odhadů postaveno pět kusů.[4]
- Y-8W (alias GX-5, znám jako KJ-200, v kódu NATO Moth [moθ], exportní označení ZDK-06) – Letoun včasné výstrahy (AWACS) vyvinutý na základě nejmodernější verze Y-8F-600. Na hřbetě nese radar JY-06 kategorie AESA. Pohání jej motory WJ-6C. První let 14. ledna 2005. Pro letectvo ČLOA postaveno pět Y-8W a pro námořnictvo šest modifikovaných Y-8WH (alias KJ-200H). Existuje také modernizovaná verze KJ-200A.[4]
- Y-8Q (alias GX-6, nebo KQ-200) – Námořní hlídkový a protiponorkový letoun vyvinutý na základě Y-8F-600. Nese vyhledávací radar v přídi a dlouhou anténu vyledávače magnetických anomálií v zádi. V pumovnici může nést hlubinné pumy a torpéda Yu-11K a pod křídly protilodní střely YJ-83. Roku 2015 zařazeny první dva kusy. Roku 2017 provozováno odhadem již osm kusů.[4]
- Y-8XZ (alias GX-7) – Letoun pro vedení psychologické války vyvinutý na základě Y-8C. Poprvé spatřen roku 2008. Postaveny nejméně dva kusy.[4]
- Y-8P (KE-03) – Letoun včasné výstrahy (AWACS) vyvinutý pro Pákistán. Na hřbetě nese anténu radaru kategorie PESA. Prototyp Y-8CE vznikl na základě Y-8C. Definitivní podoba letounu však vychází z verze Y-8F-600. V letech 2011–2015 byly dodány čtyři sériové stroje.[6]
- Y-8(?) – Jeden civilní stroj neznámého označení upravený pro geofyzikální výzkum.[4]

## Uživatelé

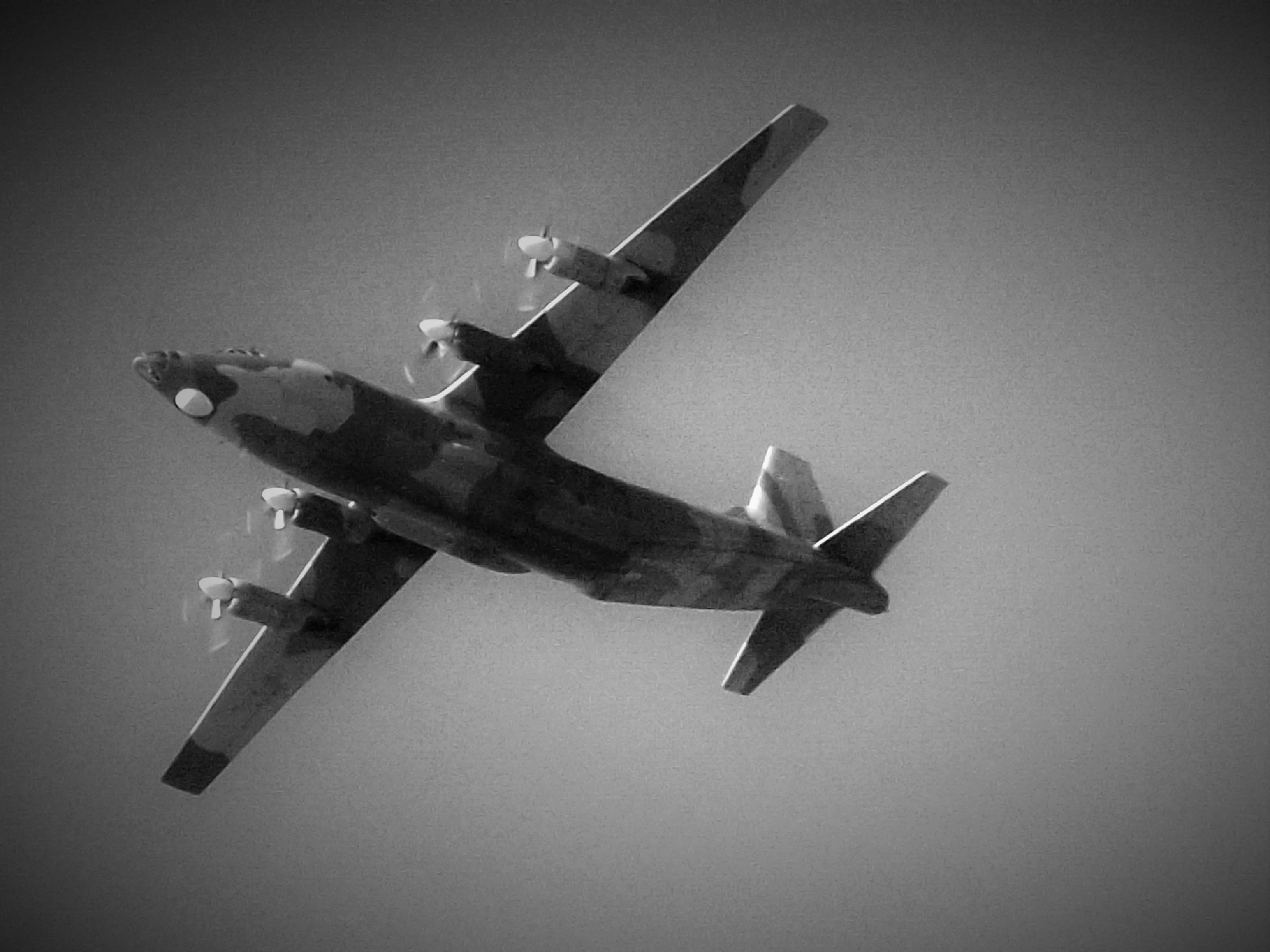
Šen-si Y-8F-200W venezuelského letectva

- Čína
- Myanmar (Barma)[2]
- Pákistán
- Srí Lanka[2]
- Súdán[2]
- Tanzanie[7]
- Venezuela[7]

## Nehody

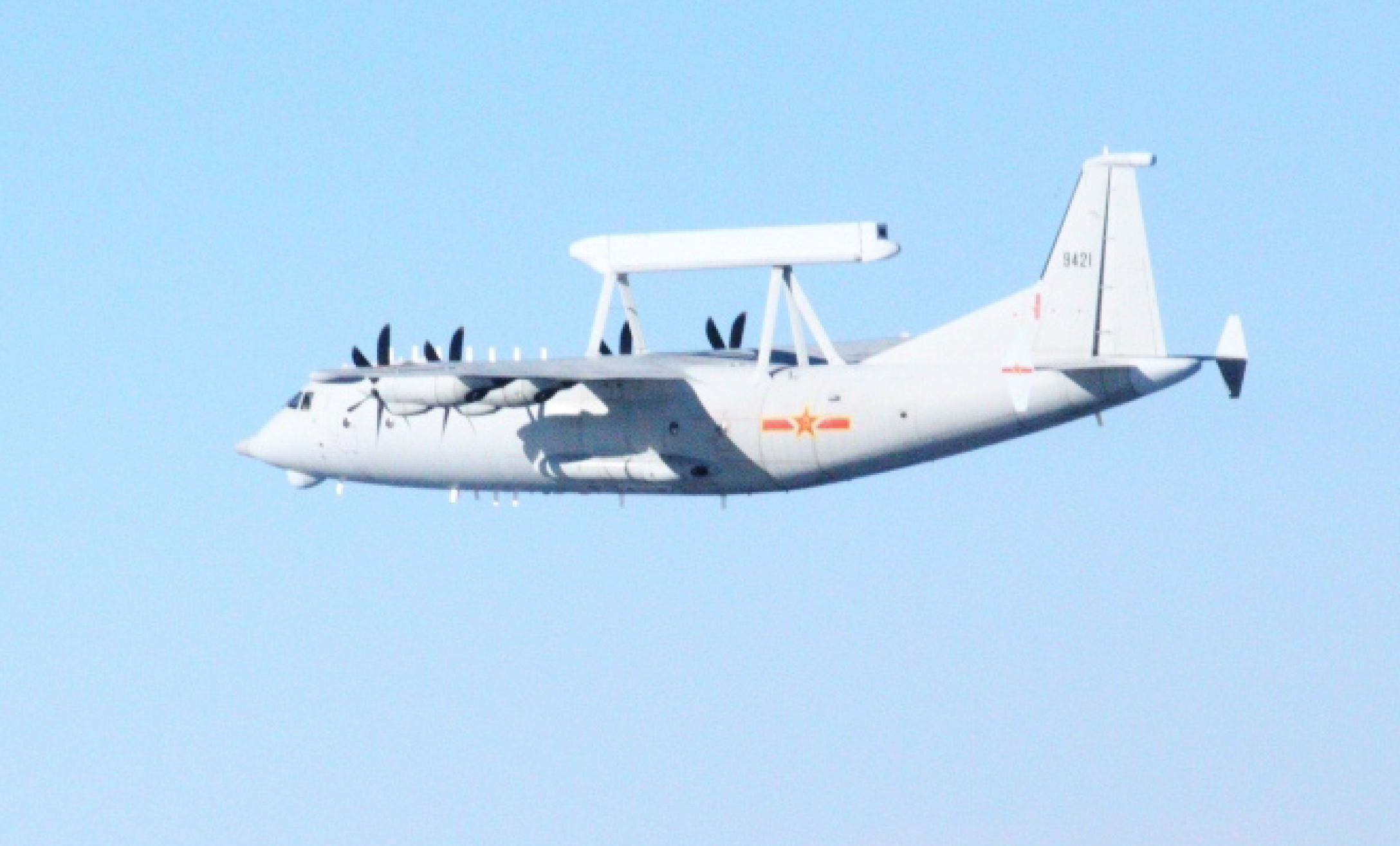
KJ-200 za letu

- 5. července 1992 – Y-8D srílanského letectva se během občanské války zřítil na území tamilských rebelů během letu z Kolomba na vojenskou základnu Jaffna-Palaly. Přepravoval zbraně a munici. Zemřelo všech 19 osob na palubě. Tamilští tygři nárokovali sestřelení letounu.[8]

- 18. listopadu 1995 – Y-8D srílanského letectva byl během přistání na základnu Palaly sestřelem palbou 20mm kanónů dvou dělových člunů Tamilských tygrů. Zemřelo pět ze šesti osob na palubě.[9]

- 4. ledna 2001 – dva letouny Y-8 (31242 a 31243) letectva ČLOA se (pravděpodobně kvůli srážce) zřítily během přistání na základně Čeng čou (Zheng Zou). Na jejich palubě zemřelo 16 členů posádek, přičemž dalších šest lidí zahynulo na zemi po dopadu jednoho ze strojů.[10][11]

- 15. srpna 2002 – Y-8B srílanského letectva se zřítil během zkušebního záletu po výměně motorů. Zemřela celá pětičlenná posádka.[12]

- 3. června 2006 – Letoun včesné výstrahy letectva ČLOA KJ-200 se zřítil, přičemž zahynula celá pětičlenná posádka a dalších 35 osob na palubě. Letoun se zřítil nejspíše kvůli přetížení a námraze.[13]

- 7. června 2017 – Y-8F-200W myanmarského letectva se zřítil do Andamanského moře během letu z jižního přístavu Myeik do Rangúnu. Na palubě bylo 122 lidí.[14][15]

## Specifikace (Y-8)
Údaje podle

### Technické údaje
- Posádka: 5 (2 piloti, palubní inženýr, navigátor a radista)
- Náklad: 20 tun (nebo 86 vojáků)
- Délka: 34 m
- Rozpětí: 38 m
- Výška: 11,16 m
- Hmotnost prázdného letounu: 35,49 t
- Max. vzletová hmotnost: 61 t
- Pohonná jednotka: 4× turbovrtulový motor Ču-čou WJ-6
- Výkon pohonné jednotky: 3 170 kW (4 250 hp)

### Výkony
- Cestovní rychlost: 550 km/h
- Maximální rychlost: 660 km/h
- Dolet 5 615 km
- Dostup: 10 400 m